# محمد الزواکی
محمد الزواکی (انگلیسی: Mohamed Zouaki؛ زادهٔ ۱۲ سپتامبر ۱۹۴۱) دونده دو ۴۰۰ متر با مانع اهل مراکش بود. وی در بازی‌های المپیک تابستانی ۱۹۶۰ شرکت کرده است.